# Eupodotis caerulescens
L'otarda azzurra (Eupodotis caerulescens (Vieillot, 1821)) è un uccello della famiglia degli Otididi originario delle regioni orientali del Sudafrica.

## Descrizione

### Dimensioni
Misura 55 cm di lunghezza, per un peso di 1120-1612 g.

### Aspetto
L'otarda azzurra è l'unica otarda che presenta collo e parti inferiori interamente grigio-blu. La testa presenta numerosi ornamenti: il vertice è nero dalla fronte fino alla nuca. Il sopracciglio e la faccia sono bianchi, ad eccezione di una macchia semicircolare nera che sottolinea l'occhio. Le piume erettili della gola sono nere, e contrastano fortemente con il colore chiaro dei lati della testa. Le parti superiori, dalla mantellina fino alla coda, copritrici alari comprese, sono bruno-cannella. L'iride è marrone. Il becco è grigio. Le zampe sono di colore giallo opaco. I sessi sono simili.

### Voce
Le otarde azzurre sono uccelli piuttosto rumorosi che emettono grida potenti. Assai curiosamente, e senza dubbio non senza una punta di umorismo, gli ornitologi anglosassoni trascrivono le 10 sillabe del richiamo nel modo seguente: knock-me-down, knock-me-down, medown, medown.

## Biologia

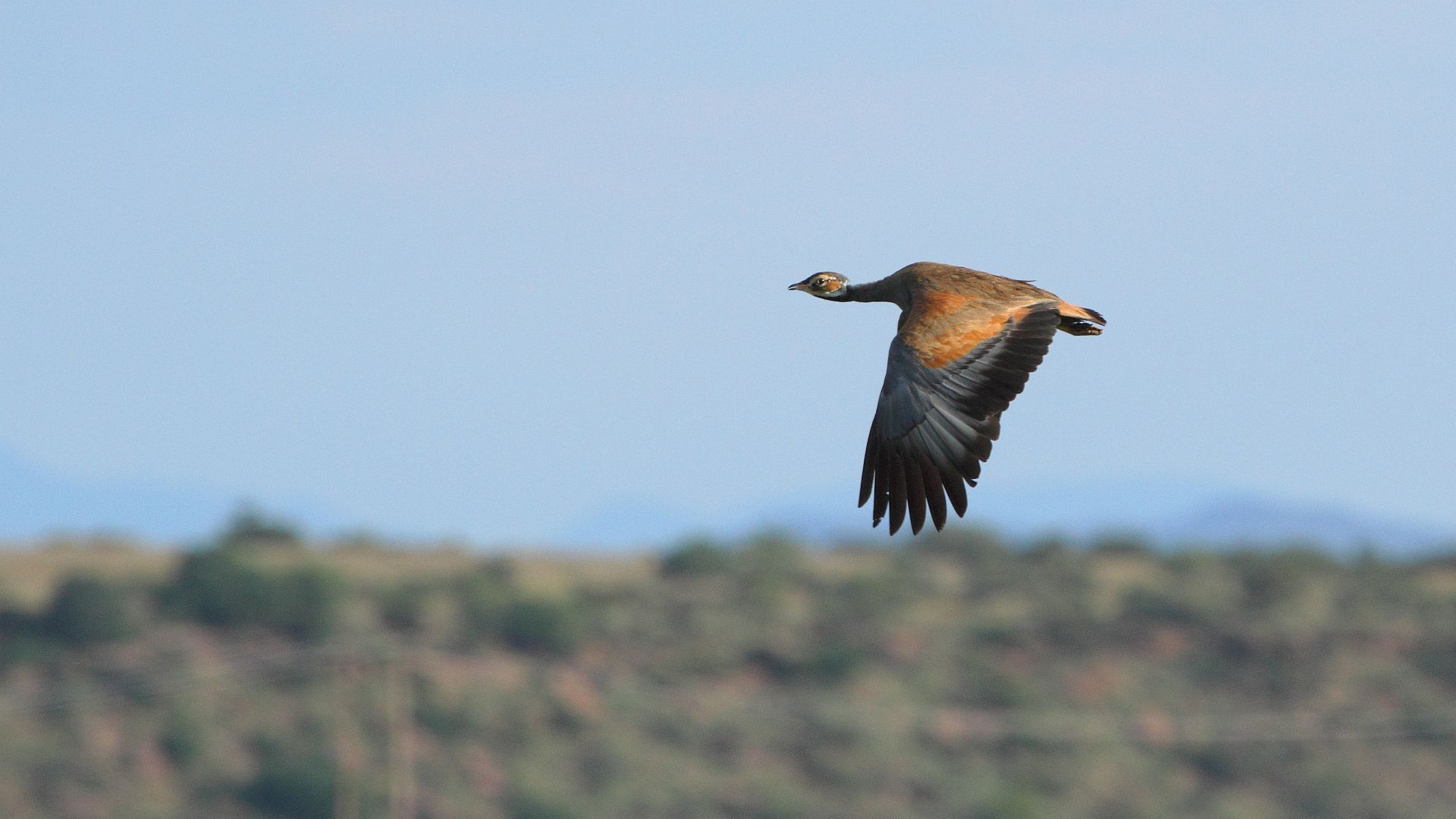
Esemplare in volo (Stato Libero).

Le otarde azzurre vivono in gruppi di 2-6 individui che difendono strenuamente il loro territorio contro i conspecifici. Restano nello stesso posto durante tutto l'anno e non effettuano alcun movimento migratorio. L'87% dei gruppi comprende da uno a quattro individui. Le formazioni più frequenti (circa il 34%) sono composte da un maschio e una femmina. I trii, formati da due maschi e una femmina, costituiscono il 17,2% dei gruppi. I quartetti, formati da due maschi e due femmine, costituiscono i gruppi meno comuni (13,8%). I gruppi superiori a quattro individui sono quelli che ricevono l'assistenza di uno o due immaturi o subadulti supplementari. Gli individui solitari sono sempre dei maschi. I gruppi sono quasi sempre simili, indipendentemente dal tipo di habitat.
Non sembra esserci alcun movimento invernale. Tuttavia, durante l'inverno, le popolazioni nord-orientali sembrano essere più numerose che durante il periodo di nidificazione. L'impressione, comunque, è fuorviante: le otarde azzurre sembrano più visibili in questo periodo dell'anno perché l'erba è più bassa, devastata dagli incendi o dal pascolo eccessivo. In inverno questi uccelli sono anche più attivi, il che li rende più facili da individuare.

### Alimentazione
Le otarde azzurre si nutrono di insetti, scorpioni, piccole lucertole e sostanze vegetali. La maggior parte di queste risorse alimentari vengono raccolte sul terreno. Apparentemente, questi uccelli traggono profitto dall'agricoltura praticata in modo artigianale e su piccola scala, e vengono avvistati piuttosto regolarmente nei campi coltivati. Le otarde azzurre danno la caccia anche ad insetti volanti come le farfalle, le api, le vespe, le locuste e le formiche. Questi vengono generalmente catturati dopo un breve inseguimento in volo.

### Riproduzione
La stagione di nidificazione è molto lunga ed ha luogo in linea di massima dal mese di settembre al mese di giugno, con un picco tra novembre e marzo. Nel Transvaal le covate più numerose si effettuano in ottobre e novembre. Le otarde azzurre nidificano a terra, in piccole depressioni che rivestono con fichi, paglia e foglie. Il nido è situato sotto un cespuglio che nasconde i piccoli agli occhi dei predatori. La femmina vi depone da uno a tre uova color verde oliva, macchiate di marrone chiaro, che vengono covate per 24-28 giorni. I giovani rimangono con i loro genitori per un periodo molto lungo, a volte fino a due anni. Nonostante un'organizzazione sociale piuttosto complessa e una modalità di riproduzione di tipo cooperativo, l'otarda azzurra è monogama e conserva lo stesso partner per tutta la vita.

## Distribuzione e habitat
Le otarde azzurre frequentano principalmente le regioni aperte, vale a dire le praterie con erba relativamente bassa, conservata così dagli incendi o dal pascolo. Si trovano anche nelle savane con piccoli cespugli rachitici e sparsi. Mostrano una certa preferenza per le distese aride occidentali, trascurando volentieri le praterie umide alpine e i suoli acidi situati ad est. Vivono anche nei campi coltivati e nei pascoli ricoperti da piantagioni di alberi. Le otarde azzurre sono uccelli tipici degli altipiani, che si incontrano più frequentemente al di sopra dei 1500 metri di altitudine.
L'otarda azzurra è endemica del Sudafrica e non si trova in nessun'altra parte del continente. Il suo areale copre principalmente la provincia del Capo Orientale, lo Stato Libero dell'Orange, il Transvaal meridionale e il Natal nord-occidentale. Può essere avvistata anche nel Lesotho. La densità è maggiore nella parte meridionale del territorio, ma è anche molto diffusa nel nord-est, nel corridoio che separa lo Swaziland dal Lesotho. Il suo areale si sovrappone a quello dell'otarda di Vigors a sud-ovest e a quello dell'otarda ventrebianco (Eupodotis senegalensis) a nord-est, ma non esiste una vera competizione per l'habitat con queste specie, in quanto la prima preferisce la boscaglia del fynbos e la seconda si insedia più frequentemente in regioni ricoperte da erba alta di quelle in cui vive l'otarda azzurra. L'otarda azzurra è considerata monotipica, cioè non è divisa in sottospecie.

## Conservazione
La popolazione complessiva sudafricana è stata stimata tra 1500 e 5000 esemplari. Questa cifra è senza dubbio piuttosto considerevolmente sottostimata, dal momento che la sola popolazione del Transvaal supera probabilmente le 10.000 unità, di cui quasi 3000 presenti nella sola riserva nei dintorni di Volksrust e Wakkerstroom. Nonostante queste cifre piuttosto eloquenti, la specie è considerata in diminuzione a causa del degrado delle praterie e della loro trasformazione in terreni agricoli. Tenendo conto delle dimensioni relativamente modeste della popolazione complessiva per la superficie dell'areale (404.000 km²), l'IUCN ha classificato l'otarda azzurra come «specie prossima alla minaccia» (Near Threatened).